# 乌奴龙胆
乌奴龙胆（学名：Gentiana urnala）为龙胆科龙胆属下的一个种。

## 扩展阅读
- 維基物種上的相關：乌奴龙胆